# Медовиковые
Медовиковые (лат. Melianthaceae) — семейство цветковых растений порядка гераниецветные. Система APG II включает это семейство в кладу розиды. Все представители , как правило, являются деревьями и кустарниками, произрастающими в тропической и южной Африке. Часто к медовиковым относят семейство франкоевые, состоящее из двух монотипных родов, распространенных в Чили.

## Таксономия
Классификация семейства выглядит следующим образом:
- Bersama
  - Bersama abyssinica
  - Bersama swynnertonii
- Greyia
  - Greyia flanagani
  - Greyia radlkoferi
  - Greyia sutherlandii
- Melianthus
  - Melianthus comosus
  - Melianthus major
  - Melianthus pectinatus

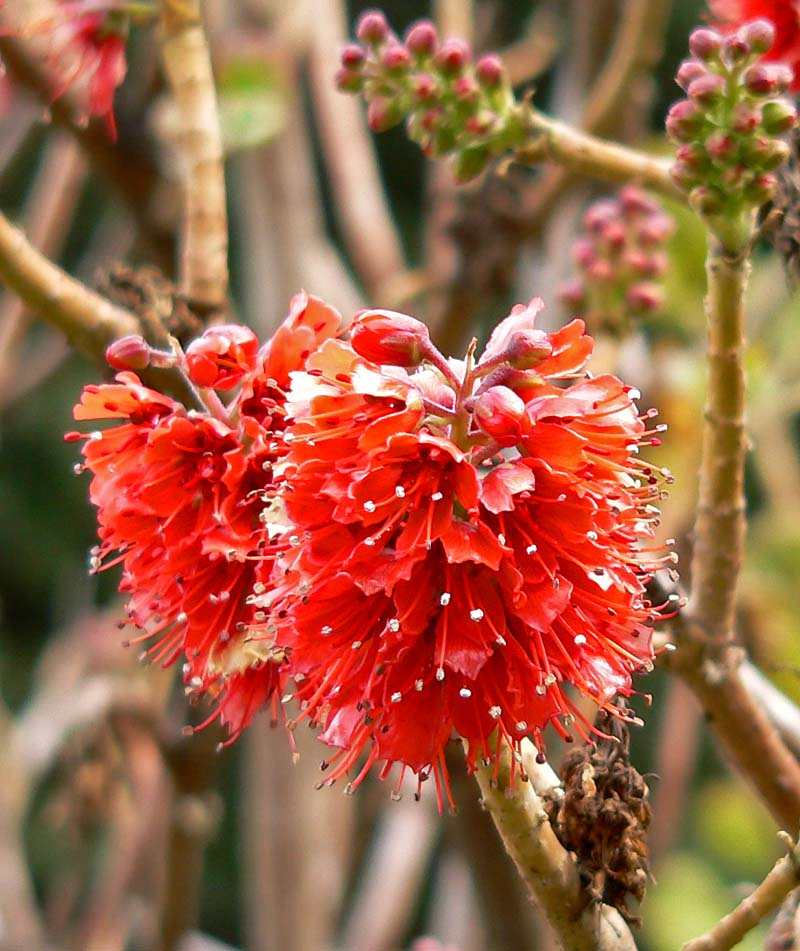
Greyia radlkoferi
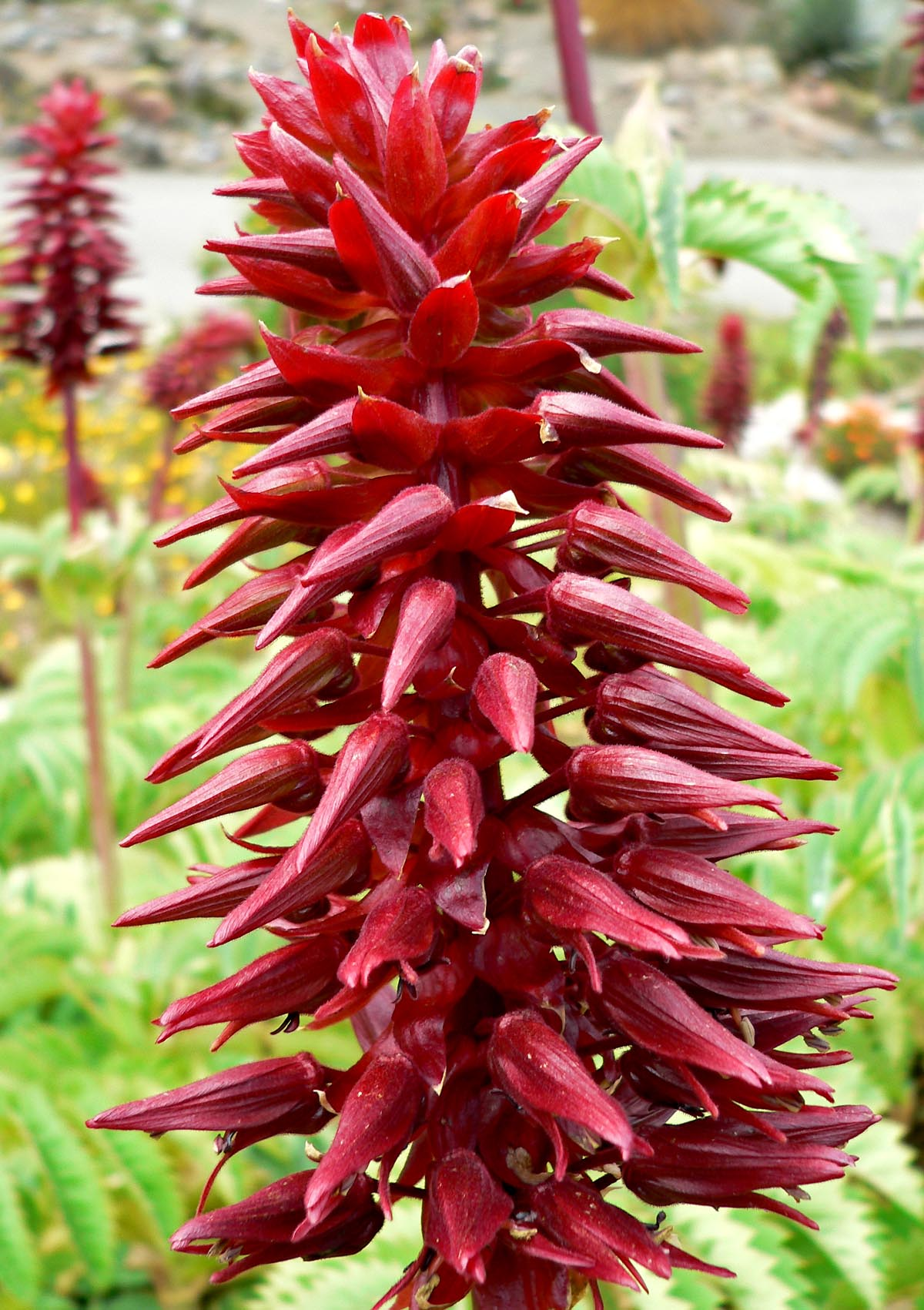
Медовик большой (Melianthus major)